# Штадтлаурінген
Штадтлаурінген (нім. Stadtlauringen) — громада в Німеччині, розташована в землі Баварія. Підпорядковується адміністративному округу Нижня Франконія. Входить до складу району Швайнфурт.
Площа — 63,62 км2. Населення становить 4065 ос. (станом на 31 грудня 2020).